# 塞尔多维亚 (阿拉斯加州)
塞尔多维亚（英語：Seldovia），是美国阿拉斯加州的一座城市。该市的人口在2000年为286人，2010年有255人。人口在阿拉斯加州排行第93。